# UFC 215
UFC 215: Nunes vs. Shevchenko 2 è stato un evento di arti marziali miste tenuto dalla Ultimate Fighting Championship il 9 settembre 2017 al Rogers Place di Edmonton, in Canada.

## Risultati
|                                                   | Divisione            |                  |                 |                    | Metodo                                      | Round           | Tempo           | Premio          |
| Card Principale                                   | Card Principale      | Card Principale  | Card Principale | Card Principale    | Card Principale                             | Card Principale | Card Principale | Card Principale |
| ------------------------------------------------- | -------------------- | ---------------- | --------------- | ------------------ | ------------------------------------------- | --------------- | --------------- | --------------- |
| Sfida valida per il titolo vacante di campionessa | Pesi gallo femminili | Amanda Nunes (c) | batte           | Valentina Ševčenko | Decisione non unanime (47-48, 48-47, 48-47) | 5               | 5:00            |                 |
|                                                   | Pesi welter          | Rafael dos Anjos | batte           | Neil Magny         | Sottomissione (triangolo di braccio)        | 1               | 3:43            | POTN            |
|                                                   | Pesi mosca           | Henry Cejudo     | batte           | Wilson Reis        | KO tecnico (pugni)                          | 2               | 0:25            | POTN            |
|                                                   | Pesi mediomassimi    | Ilir Latifi      | batte           | Tyson Pedro        | Decisione unanime (29-28, 29-28, 30-27)     | 3               | 5:00            |                 |
|                                                   | Pesi piuma           | Jeremy Stephens  | batte           | Gilbert Melendez   | Decisione unanime (30-26, 30-26, 30-25)     | 3               | 5:00            | FOTN            |
| Card Preliminare (Fox Sports 1)                   |                      |                  |                 |                    |                                             |                 |                 |                 |
|                                                   | Pesi gallo femminili | Ketlen Vieira    | batte           | Sara McMann        | Sottomissione (triangolo di braccio)        | 2               | 4:16            |                 |
|                                                   | Pesi gallo femminili | Sarah Moras      | batte           | Ashlee Evans-Smith | Sottomissione (armbar)                      | 1               | 2:51            |                 |
|                                                   | Pesi piuma           | Rick Glenn       | batte           | Gavin Tucker       | Decisione unanime (30-25, 30-24, 29-27)     | 3               | 5:00            |                 |
|                                                   | Pesi leggeri         | Alex White       | batte           | Mitch Clarke       | KO tecnico (pugni)                          | 2               | 4:36            |                 |
| Card Preliminare (UFC Fight Pass)                 |                      |                  |                 |                    |                                             |                 |                 |                 |
|                                                   | Pesi massimi         | Arjan Bhullar    | batte           | Luis Henrique      | Decisione unanime (29-28, 29-28, 29-28)     | 3               | 5:00            |                 |
|                                                   | Pesi leggeri         | Kajan Johnson    | batte           | Adriano Martins    | KO (pugno)                                  | 3               | 0:49            |                 |

## Premi
I lottatori premiati ricevettero un bonus di 50.000 dollari.
Legenda:
- FOTN: Fight of the Night (vengono premiati entrambi gli atleti per il miglior incontro dell'evento)
- POTN: Performance of the Night (viene premiato il vincitore per la migliore performance dell'evento)